# سليم زاروبي
سليم نمر زاروبي (بالإنجليزية: Saleem Zaroubi)‏ بروفيسور وباحث ومحاضر فلسطيني من فلسطينيي الداخل، متخصص في مجال فيزياء الكون، وباحث تاريخ تكوّن الكون، ولد عام 1963. تشمل اهتماماته أصل وتطور المبنى المعقد في الكون، صفات الأشعة الميكرونية الكونية التي تحررت بعد حوالي الـ 370 ألف عام من الانفجار الكبير، نشأة المجرات الأولى وتأثيرها على حالة الغاز في الكون، فيزياء المادة بين المجرات Intergalactic medium، تأثير المادة المعتمة والطاقة المعتمة على تطور الكون والمبنى المركب فيه. 

## نشأته ودراسته
نشأ زاروبي وترعرع في مدينة الناصرة الجليلية، هو الابن البكر لعائلته المكونة من خمسة أخوة وأخوات. تلقى تعليمه الابتدائي في المدرسة المعمدانيّة في الناصرة ليتخرج منها عام 1981. حصل على البكالوريوس والماجستير من معهد العلوم التطبيقية (التخنيون) في حيفا، أما الدكتوراه فقد حصل عليها من الجامعة العبرية في القدس سنة 1994، وانتقل بعدها مباشرة ليعمل باحثًا في جامعة كاليفورنيا، ومعهد ماكس بلانك للفيزياء الفلكية بالقرب من مدينة ميونيخ في ألمانيا في 1998.

## إنجازات علمية
من بين أبرز إنجازات زاروبي أنه كان أول من طوّر طرق إحصائية لاستبناء الكون (Cosmological Reconstruction)  من المعطيات الرصدية، وقياس درجة حرارة الغاز المتواجد بين المجرات كدالة للزمن بالذات قبل حوالي العشرة مليارات عام، ومساهمة كبيرة في دراسة المرحلة المسماة «مرحلة إعادة التأيّن في الكون» (Cosmic Epoch of Reionization) وإمكانية رصدها.
بادر عام 2004 مع زميلين له في إنشاء مشروع كبير يهدف لقياس مدى تأّيّن غاز الهيدروجين في الكون كدالة للزمن، وذلك للكشف عن طبيعة المجرات والنجوم الأولى في الكون التي ابتدأت بالتكوّن بعد حوالي ال300 مليون عام من الانفجار الكبير، يستخدم هذا المشروع تلسكوب الراديو الأوروبي المعروف باسم LOFAR الذي مركزه في هولندا.[2][3][4][5]
في عام 2004 انتقل إلى جامعة خرونينغن في هولندا حيث عمل مدرسًا جامعيًا في معهد كابتين لعلم الفلك (Kapteyn Astronomical Institute)، في عام 2006 أصبح أستاذًا مشاركًا (Associated Professor) هناك، ومنذ عام 2010 يعمل أستاذًا (Full Professor). 

## العمل الحالي
منذ عام 2016 يعمل زاروبي في الجامعة المفتوحة إضافة إلى جامعة خروننجن. 
يظهر سليم زاروبي كثيرا في لقاءات مع الطلاب في شتى المدارس وكذلك في محاضرات مخصصة للجمهور العام. 
منذ عام 2015 ابتدأ بكتابة مقالات علمية عن الكون وتاريخه للجمهور العام باللغة العربية ينشرها في موقع «أنا أصدق العلم»، كما له عدة مقالات سياسية واجتماعية.

## منح وجوائز
حصل زاروبي خلال مسيرته العلمية على عدد كبير من الجوائز والمنح العلمية وله ما يزيد عن 120 إصدار علمي وبحثي أكاديمي. 

### مقالات باللغة العربية
1. دورة حياة النجوم (ظهر في موقع «أنا أصدق العلم»)
2. التضحم الكوني (ظهر في موقع «أنا أصدق العلم»)
3. الفاشية هنا
4. المرأة هي المستقبل
5. دليل الحيران بين المكان والزمان: النظرية النسبية الخاصة والثورة التي احدثتها
6. شيءٌ من عدم: الكون، نظرية الكم وطبيعة الواقع العجيبة
7. وماذا لو «سرق» الغرب جذور ثورته العلمية من علماء العرب؟
8. الثورة العلمية الغربية وعلماء العرب
9. بين اللانهائي والمحدود في فهم الكون
10. الحياة في الكون: هل هناك غيرنا؟ − المقال الكامل
11. هل هناك حياة ذكية غيرنا في الكون؟ − المقال المختصر''''''''''
12. أتسمح لي بسؤال: هل أنت مسلم أم مسيحي؟ الجزء الثاني
13. أتسمح لي بسؤال: هل أنت مسلم أم مسيحي؟ الجزء الأول
14. مئة عام على النظرية النسبية العامة لأينشتاين - المقال الكامل
15. مئة عام على النظرية النسبية العامة لأينشتاين - المقال المختصر
16. الدين وصناعة العلم

## مقابلات متلفزة وإذاعية ومحاضرات
مقابلة مع البي بي سي حول صورة الثقب الأسود

## وصلات خارجية
- موقعه الشخصي